# Коренев, Иоанникий Трофимович
Иоанникий Трофимович Коренев (другие варианты написания имени: Иоанн, Аникий; ум. не позднее 30 мая (9 июня) 1681) — русский теоретик музыки, автор первого в русской истории музыкально-эстетического трактата «Мусикия».

## Биография
Сведений о жизни Коренева сохранилось очень немного. Известно, что он служил дьячком, чтецом и дьяконом в Сретенском соборе Московского Кремля. Кроме того, священнослужитель поддерживал личное знакомство с композитором Николаем Дилецким, который в начале 1680-х годов жил в его доме. Умер не позднее 30 мая (9 июня) 1681 года: на титульном листе рукописного сборника, помеченного этим днём и включающего третью редакцию «Мусикии» и «Мусикийскую грамматику» Дилецкого, о Кореневе говорится в прошедшем времени.

## Теоретические взгляды
Коренев известен как автор первого в русской истории музыкально-эстетического трактата «Мусикия» (1-я ред., под названием «О пении божественном»: 1671; 2-я ред: 1679; 3-я ред.: не позднее мая 1681). В этом труде музыка характеризуется как «согласное художество и преизящное гласовом разделение» — гармоническое искусство и художественное разделение звуков, «вторая философия и грамматика». В отличие от ряда средневековых теоретиков (таких как Боэций, Маркетто Падуанский) Коренев не считает музыку наукой о соотношениях, количествах, мере, не относит её к небесным явлениям, но усматривает в ней единство искусства и человеческого знания, оперирующее консонансами и диссонансами и подчинённое законам «преизящного». Исходя из этого, автор подвергает суровой критике строчное пение, которое представлялось ему употреблением «мусикии» во зло, и противопоставляет ему пение партесное. Кроме того, в работе Коренева сделана попытка проследить эволюцию музыкального письма: теоретик приводит образцы греческих невм, римских «долинейных» и линейных нот, а также древнерусских крюков, стремясь продемонстрировать преемственность в развитии нотации и музыкального мышления трёх народов.
Трактат Коренева некоторое время существовал как самостоятельное произведение и включался в списки без указания автора. В 1679 году этот труд был присоединён к «Мусикийской грамматике» Дилецкого в качестве вводной части. В таком виде он и был опубликован в 1910 году под редакцией С. В. Смоленского.

### Комментарии
1. ↑  Отдельные музыковеды XIX — XX веков считали, что Коренев являлся ещё и композитором[1]. Однако изыскания современных исследователей показали, что Иоанникий Трофимович музыку не сочинял[8].